# 선우일란
선우일란(鮮于一蘭, 1966년 2월 1일 ~ )은 대한민국의 영화 배우이다. 본명은 길은정(吉銀貞).

## 생애
사업가 부친의 1남 3녀 중 장녀로 태어났다. 수도여자고등학교를 졸업했다. 여학생 잡지의 표지모델로 나온 것을 계기로 영화에 캐스팅됐다. 1984년 영화 《산딸기 2》로 데뷔했다. 1993년 드라마 출연 직후 연예계를 은퇴했다. 하와이로 건너가 보석 공부를 하다가 1998년 귀국 직후 결혼했다가 2001년 이혼했다.

## 작품

### 영화
- 1984년 《산딸기 2》
- 1985년 《설마가 사람잡네》
- 1985년 《길고 깊은 입맞춤》
- 1985년 《여자의 대지에 비를 내려라》
- 1985년 《밤을 먹고 사는 여인》
- 1985년 《화려한 유혹》
- 1985년 《차라리 불덩이가 되리》
- 1986년 《엘리베이터 올라타기》
- 1986년 《물레방아》
- 1986년 《가을장미》
- 1986년 《작은 고추》
- 1986년 《오늘만은 참으세요》
- 1987년 《웅담부인》
- 1987년 《산딸기 3》
- 1987년 《돌아이 3》
- 1987년 《87 영자의 전성시대》
- 1988년 《이조 춘화도》
- 1988년 《떡》
- 1991년 《장미여관》
- 1991년 《탄드라 부인》
- 1991년 《밤으로의 긴 여로》
- 1991년 《무릎 위의 여자》
- 1991년 《달빛타는 여자》
- 2015년 《음란한 가족》

### 드라마
- 1989년 KBS2 월화드라마 《바람과 구름과 비》